# Abagos
L'Abagos è una danza religiosa degli indios ecuadoriani eseguita in origine durante il solstizio d'estate in occasione della festa pagana denominata Intì-Laimì (Pasqua del Sole), quindi, in seguito alla cristianizzazione, della festa del Corpus Domini.
Eseguita da 4 danzatori, 2 rappresentanti degli angeli con in pugno un machete e gli altri 2 diavoli con dei bastoni (gli Abagos o Abilus) simboleggia la lotta tra bene e male, si svolge in circolo in 6 numeri in tempo moderato più un finale veloce intervallati da una mudanza in cui gli esecutori cavalcano i loro oggetti. La danza è accompagnata da un pingullo e un tamboril suonati da un unico esecutore.